# Acacia muriculata
Acacia muriculata är en ärtväxtart som beskrevs av Bruce R. Maslin och Buscumb. Acacia muriculata ingår i släktet akacior, och familjen ärtväxter. Inga underarter finns listade i Catalogue of Life.